# Alfabet estoński
Alfabet estoński – alfabet oparty na alfabecie łacińskim, służący do zapisu języka estońskiego.
Pełny alfabet estoński składa się z następujących znaków:
| A a | B b | C c | D d | E e | F f | G g |
| H h | I i | J j | K k | L l | M m | N n |
| O o | P p | R r | S s | Š š | Z z | Ž ž |
| T t | U u | V v | W w | Õ õ | Ä ä | Ö ö |
| Ü ü | X x | Y y |     |     |     |     |

Jednak litery C c, F f, Q q, Š š, Z z, Ž ž, W w, X x, Y y są używane w wyrazach obcych.